# Bymainiella monteithi
Bymainiella monteithi är en spindelart som beskrevs av Raven 1978. Bymainiella monteithi ingår i släktet Bymainiella och familjen Hexathelidae. Inga underarter finns listade.